# George N. Briggs
George Nixon Briggs, född 12 april 1796 i Adams, Massachusetts, död 12 september 1861 i Pittsfield, Massachusetts, var en amerikansk politiker. Han var ledamot av USA:s representanthus 1831–1843 och guvernör i delstaten Massachusetts 1844–1851.
Briggs studerade juridik och inledde 1818 sin karriär som advokat i Massachusetts. År 1831 efterträdde han Henry W. Dwight som kongressledamot. Han satt kvar i representanthuset fram till år 1843 och tillträdde året därpå som guvernör, ett ämbete som han innehade fram till år 1851. Som guvernör representerade han whigpartiet. Knownothings nominerade honom i guvernörsvalet 1859 men den gången förlorade han valet.